# Escape Plan 2: Hades
Escape Plan 2: Hades es una película estadounidense de acción, estrenada el 29 de junio de 2018 en Estados Unidos directamente en formato casero (DVD y Blu Ray). En algunos países como China, Singapur, Filipinas, Italia, entre otros, fue estrenada en salas de cine y estuvo en cartelera durante varias semanas. Dirigida por Steven C. Miller y protagonizada por Sylvester Stallone y Dave Bautista, fue escrita por Miles Chapman y es secuela directa de la película del año 2013 Escape Plan.

## Argumento
Ray Breslin (Sylvester Stallone) continúa operando su compañía de seguridad, y tiene bastante éxito, con los miembros antiguos Hush y Abigail y los recién llegados Shu Ren, Jasper Kimbral y Luke Graves como operadores de campo. Durante una misión de rescate de rehenes en Chechenia, Kimbral, confiando en sus algoritmos informáticos, se desvía de los objetivos de la misión. Esto da como resultado que uno de los rehenes reciba un disparo. Los otros compañeros de Kimbral se molestan con este, y le culpabilizan la muerte de la rehén. Ray llama a Kimbral a su oficina, y le reprocha que esté crea más en la tecnología que en su propio equipo, además critica su arrogancia, Breslin termina echándolo de la empresa, a lo que Kimbral responde con desagrado. 
Un año después, Shu es contactado por su familia para proteger a su primo Yusheng Ma. Debido a que su empresa está trabajando en una innovadora tecnología de comunicaciones satelitales de su compañía de telecomunicaciones, Yusheng ha sido blanco de una compañía rival, Ruscho. Después de asistir a una fiesta en Bangkok, Shu defiende a Yusheng de unos hombres enmascarados que intentan redurcirlos, pero ambos son aturdidos con armas Taser de grado militar M-26 y secuestrados.
Más tarde, Shu se encuentra encarcelado en una arena desconocida, donde los reclusos se ven obligados a luchar. Shu se ve obligado a pelear con otro prisionero y gana, se encuentra con su compañero de prisión Kimbral, quien explica que la prisión se llama Hades, donde ha estado recluido durante varios meses. Luke, Hush, Abigail y Breslin intentan localizar a Shu después de su desaparición y la de Yusheng.
Aprovechando el entrenamiento de Breslin para formular un plan de escape, Shu se encuentra con el director Gregor Faust, quien se hace llamar el "Guardián del zoológico", y descubre que Faust quiere las patentes de comunicaciones de Yusheng a cambio de su liberación. Yusheng le dice a Shu que enterró la tecnología por temor a que pueda ser utilizada para secuestrar cualquier sistema de lanzamiento nuclear en el mundo, y deciden escapar.
Breslin determina que Hades está financiado por la misma misteriosa organización que financió la Tumba, y busca ayuda de un viejo contacto, Trent DeRosa(Dave Bautista). Mientras sigue una pista sobre la desaparición de Shu, Luke es atrapado y transferido a Hades.
Shu se hace amigo del cocinero de la prisión y se entera de que el diseño de la prisión cambia todas las noches. Kimbral revela que otro preso, un hacker conocido como Count Zero, conoce el diseño. Shu se gana su confianza y Count Zero le da la información, pero al hacerlo revela su identidad. Al día siguiente, Shu, Luke y Kimbral son interrogados y obligados a mirar mientras se presume que Count Zero es ejecutado. Kimbral revela que en realidad dirige a Hades; desde que fue despedido del equipo de Breslin, diseñó y construyó Hades para demostrar que sus algoritmos funcionan y que su prisión es literalmente ineludible, ya que no es operada por guardias humanos sino por un sistema automático, llamado Galileo.
Breslin y DeRosa encuentran pistas que revelan la conexión de Kimbral con Hades. Sabiendo que Kimbral está buscando venganza, Breslin se deja capturar y enviar a Hades. Usando un dispositivo de comunicación oculto en su diente, Breslin se mantiene en contacto con Hush mientras intenta romper las defensas de la prisión desde el interior. Breslin, Shu y Luke formulan un nuevo plan mientras solicitan la ayuda de Yusheng, el cocinero, los amigos de Count Zero (llamados La Legión) y otros reclusos. Se las arreglan para desactivar las cámaras de seguridad de la prisión y, con la ayuda de Hush, cierran temporalmente Galileo. Entran en el centro médico e intentan obtener el control de los sistemas de la prisión y llegar a la sala de control. El Guardián del zoológico responde con una fuerza armada, y en el tiroteo subsiguiente, varios internos son asesinados y el grupo se separa. DeRosa, siguiendo sus propios pasos, localiza la prisión desde el exterior.
Yusheng anula los sistemas de electricidad de la prisión, alertando a DeRosa de la entrada de la prisión y permitiéndole ingresar. Buscando una salida, Shu mata al Guardián del Zoológico en una pelea con cuchillos mientras Luke y DeRosa convergen en la sala de control. Breslin se enfrenta a Kimbral en un combate cuerpo a cuerpo mientras DeRosa rescata a Luke de los guardias de la prisión. Breslin derrota a Kimbral y junto con DeRosa deshabilita a Galileo para siempre. Shu y Yusheng encuentran una salida y Abigail y Hush los extraen con seguridad. Breslin es contactado por el grupo detrás de Hades, y promete rastrearlos y exponerlos.

## Reparto
- Sylvester Stallone como Ray Breslin.
- Dave Bautista como Trent DeRosa.
- Huang Xiaoming como Shu Ren.
- Jaime King como Abigail Ross.
- 50 Cent como Hush.
- Jesse Metcalfe como Luke Walken.
- Wes Chatham como Jaspar Kimbral.
- Titus Welliver como el guardián del zoológico.

## Producción
El proyecto fue anunciado oficialmente en octubre de 2016, informando que Sylvester Stallone regresaría con su personaje de Ray Breslin. A mediados de febrero de 2017 se anunció que Steven C. Miller dirigiría el proyecto. También se informó que Arnold Schwarzenegger regresaría con su personaje de Emil Rottmayer, pero luego de varios meses de especulación se informó oficialmente que Schwarzenegger no se uniría al elenco por motivos de agenda. Un mes después, en marzo de 2017 se oficializó el regresó de 50 Cent en su papel de Hush, al tiempo que se anunciaba que Dave Bautista y a Jaime King se unirían al elenco. Unos días después se anunció la incorporación de Jesse Metcalfe, Pete Wentz y Wes Chatham. La filmación empezó rodaje oficialmente el 22 de marzo de 2017 en  Atlanta, Georgia. Ese mismo día Sylvester Stallone compartió en Twitter un vídeo donde mostraba el set de grabación al tiempo que daba a conocer el título de la película Escape Plan 2: Hades y anunciaba el proyecto de la tercera parte.

## Versión doméstica
"Escape Plan 2 - Hades" salió a la venta en formato digital el 29 de junio y en formato DVD con el Blu-Ray en el mismo día. "Escape Plan 2 - Hades" vendió en formato DVD $2,680,047 y el Blu-Ray $1,537,779 para un total de $4,217,826.